# Rue Jeanne-d'Arc (Reims)
Pour les articles homonymes, voir Rue Jeanne-d'Arc.
La rue Jeanne-d'Arc est une rue du centre-ville de Reims, en France. Elle relie la rue de Vesle au boulevard du Général-Leclerc.

## Historique
La rue Jeanne-d'Arc est baptisée en 1864. Elle est d'abord une impasse, avant d'être étendue du boulevard des Promenades à la rue de Vesle dans les années 1870. La rue est également prolongée de la rue Buirette à la rue de Châtivesle en 1890,.

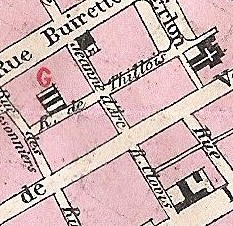
En 1880, école publique à l'angle de la rue Buirette.

Durant la Seconde Guerre mondiale, de nombreux résistants sont torturés dans le bâtiment de la Gestapo au 18, rue Jeanne-d'Arc,. Plusieurs victimes sont des membres du réseau Possum, comme le commandant Edgard Potier, commémoré par une plaque au no 36 de la rue. Trois responsables de la Gestapo sont condamnés par le tribunal militaire de Metz en 1949. Le bâtiment est démoli en 1986 et remplacé par le square des Victimes-de-la-Gestapo inauguré en 1987,.

## Bâtiments et lieux remarquables
- Au no 7 : immeuble[5]
- Au no 18 : le square des Victimes-de-la-Gestapo[4]
- Au no 22 bis : hôtel construit par Charles Gozier qui était son domicile à Reims,
- Au no 33 bis : immeuble orné de mosaïques et de ferronneries[6]
- Au no 36 : immeuble avec plaque commémorative de l'arrestation et du décès d'Edgard Potier[7]
- Au no 47 : immeuble orné de mosaïques[8]

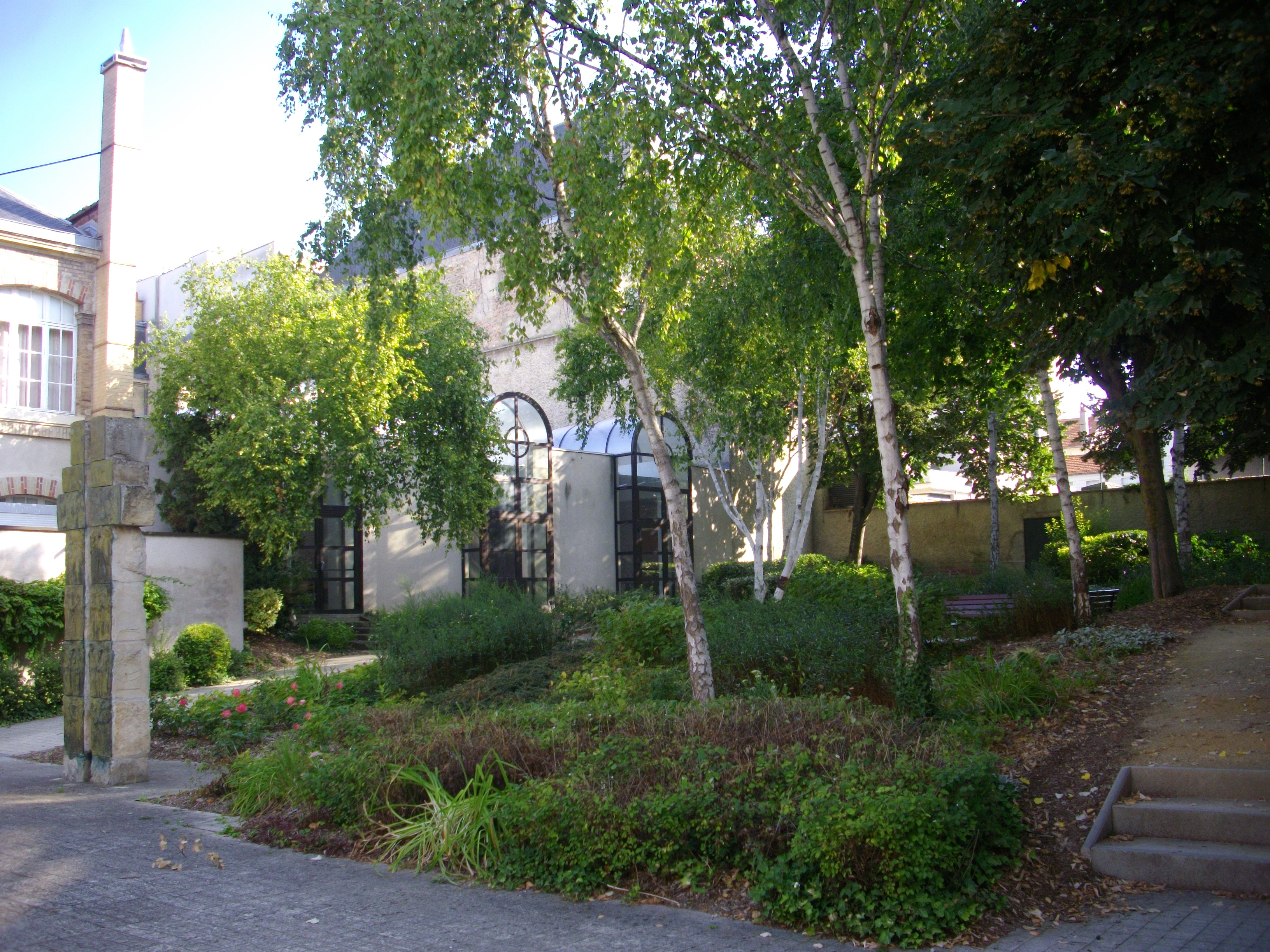
Le square des Victimes-de-la-Gestapo,
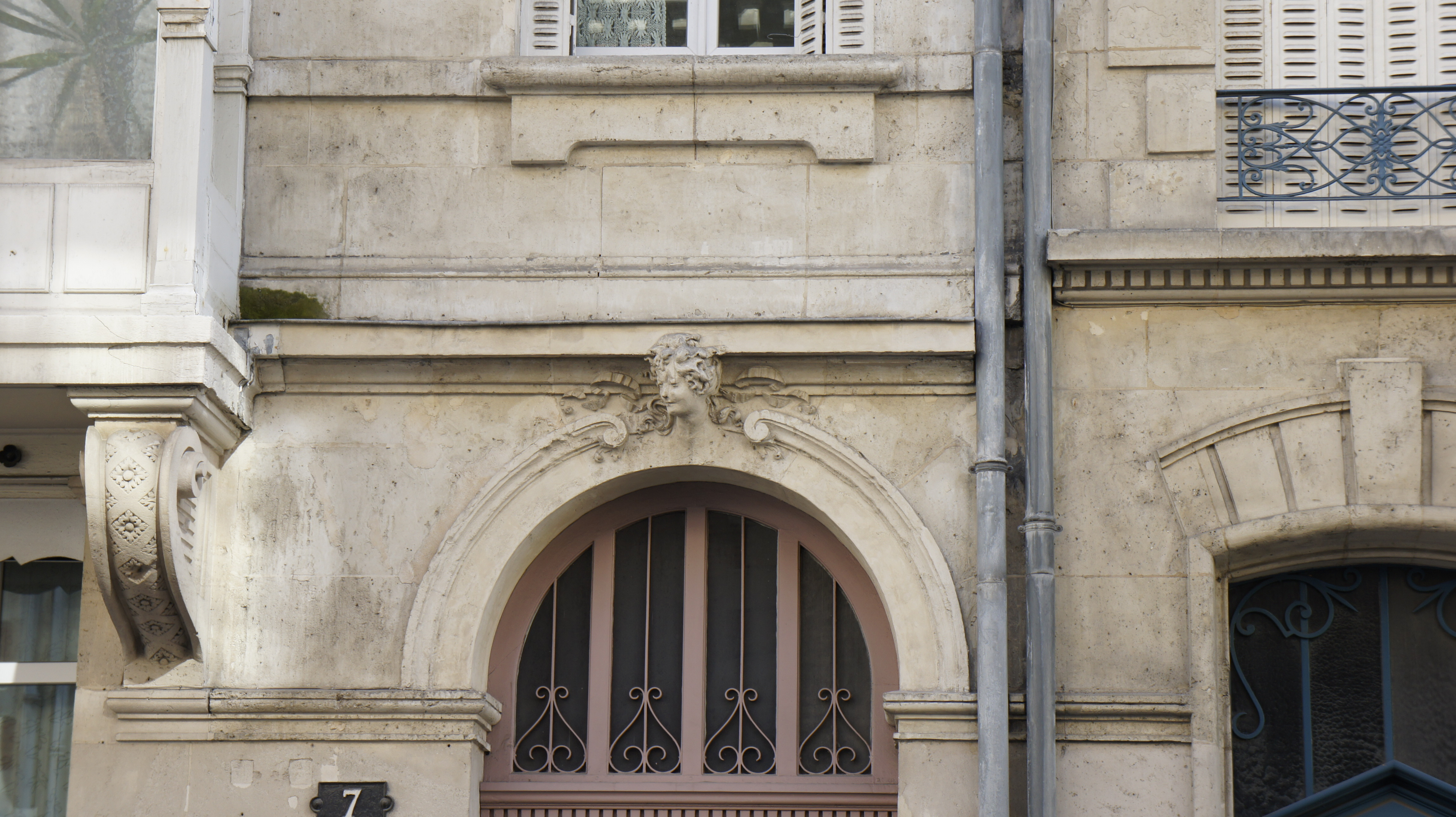
le N°7,
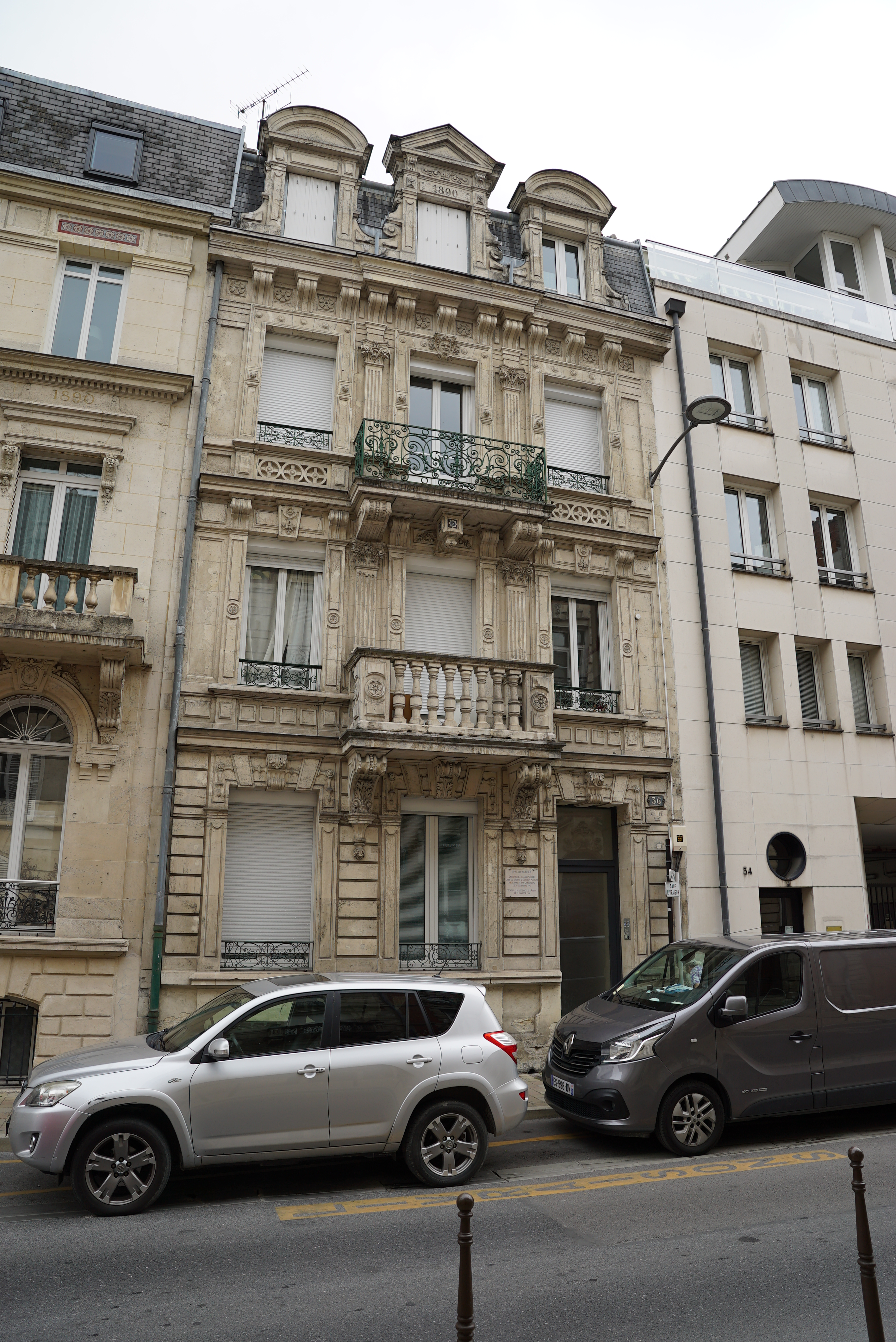
le 36,
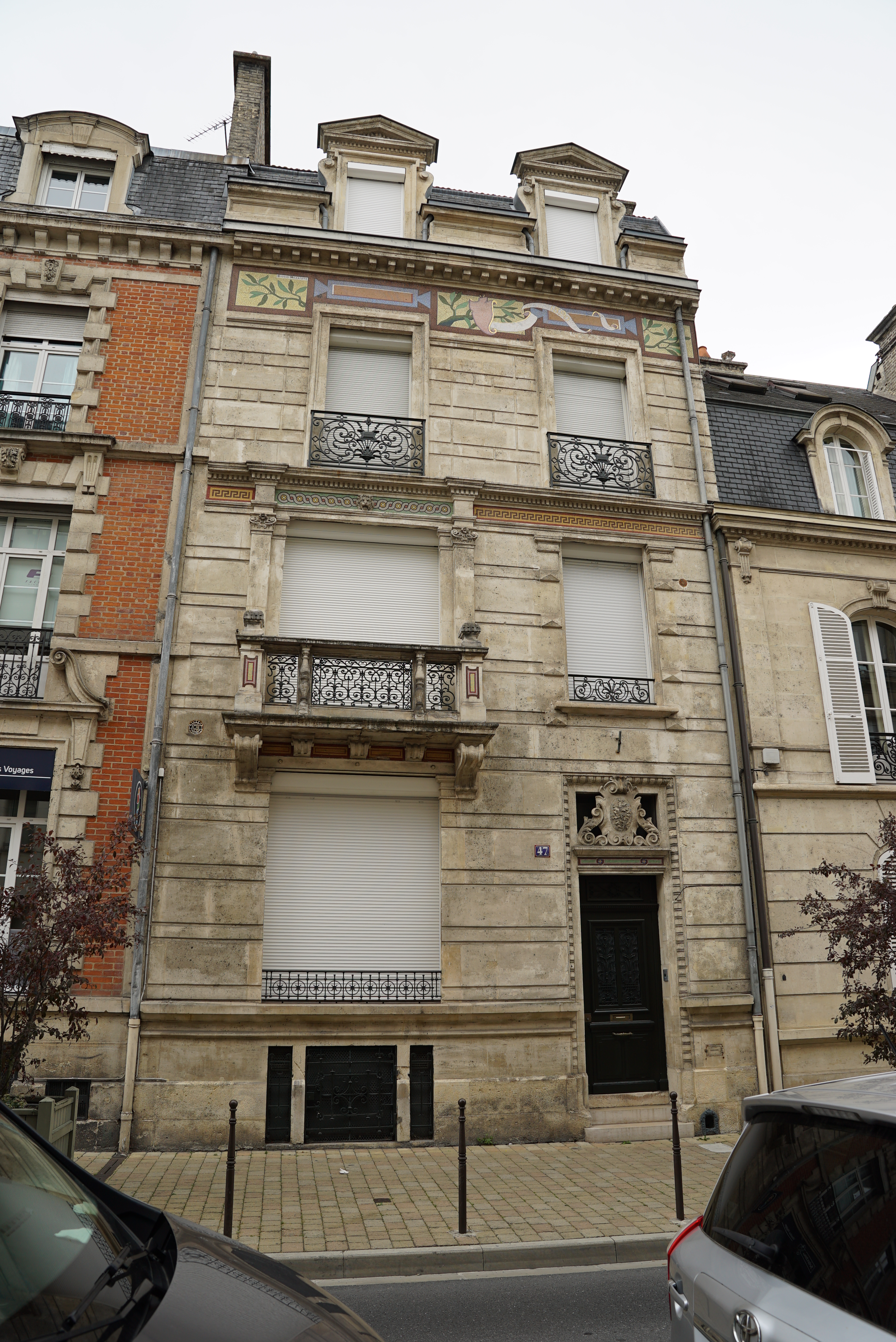
le 47.